# Aristofont (comediògraf)
Aristofont (en grec antic: Ἀριστόφων) fou un poeta còmic de l'antiga Grècia del segle iv aC.
Es coneixen els títols de nou de les seves comèdies, dels quals es dedueix que pertanyien a la comèdia mitjana: Plató, Filònides, Els pitagòrics, Bàbias, Els bessons o Piraunos, Cal·lònides, El metge, El tresor (Παρακαταθήκη) i Pirítous. D'aquestes comèdies solament en resten alguns fragments molt breus. Segons una inscripció, sembla que va obtenir la victòria a unes Lenees cap al 350 aC.